# Zwitserland op het Eurovisiesongfestival 2010

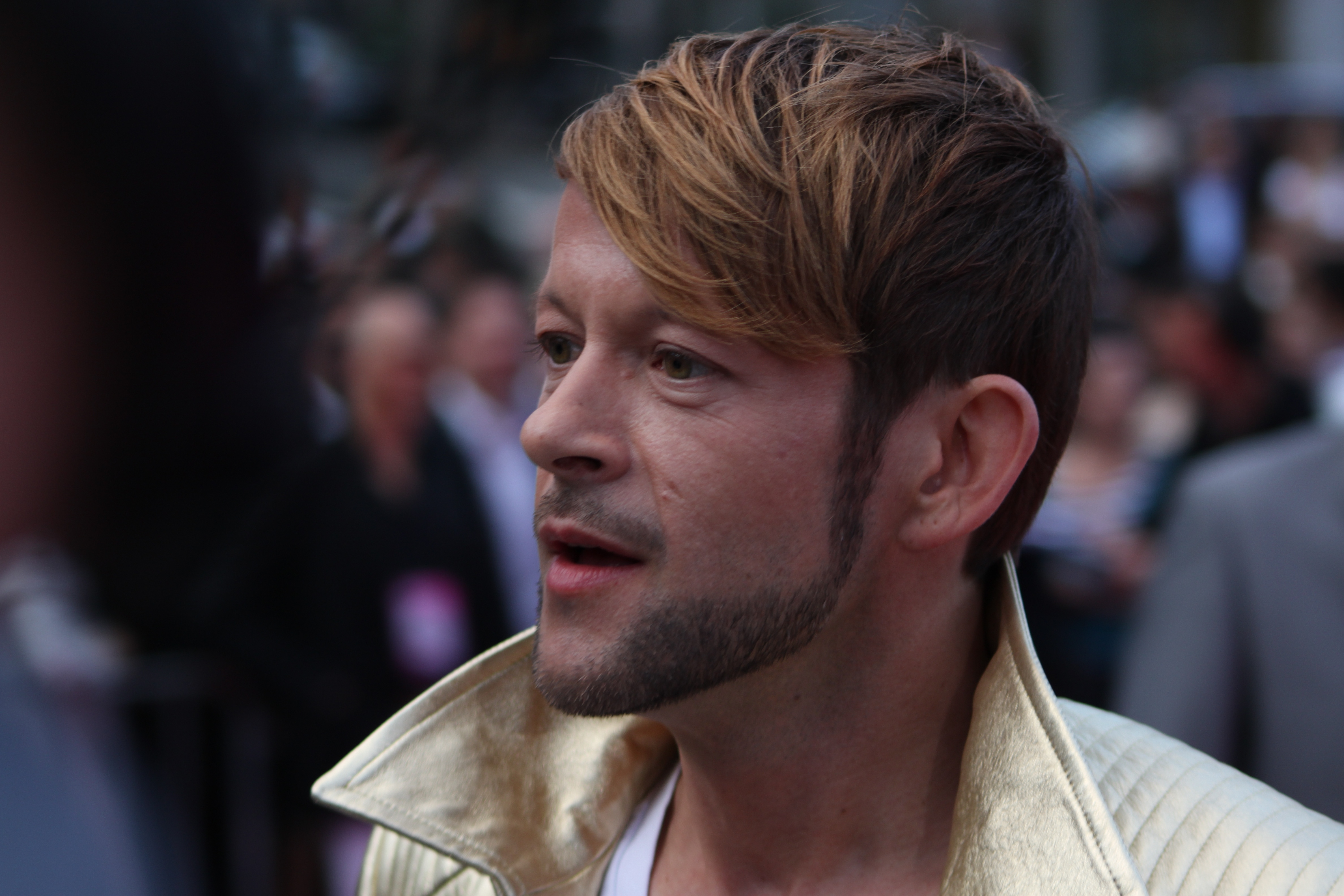
Michael von der Heide tijdens de openingsreceptie van het Eurovisiesongfestival 2010.

Zwitserland nam deel aan het Eurovisiesongfestival 2010 in Oslo, Noorwegen. Het was de 51ste deelname van het land op het Eurovisiesongfestival. SRG SSR was verantwoordelijk voor de Zwitserse bijdrage voor de editie van 2010.

## Selectieprocedure
SRG SSR koos de Zwitserse kandidaat intern. De omroep maakte bekend op zoek te zijn naar "een sterk lied met internationale uitstraling".
Op 18 december 2009 maakte SRG SSR bekend dat Michael von der Heide Zwitserland zou vertegenwoordigen met het Franstalige lied Il pleut de l'or.
Von der Heide deed veel om zijn lied te promoten. Een nieuwe versie van Il pleut de l'or werd gezongen tijdens de nationale finale in Letland. Ook was von der Heide te zien tijdens Eurovision in Concert, gehouden in Zaanstad op 24 april 2010. Hij zong daar tevens zijn lied waarmee hij meedeed aan de Duitse nationale finale in 1999.

## In Oslo
Zwitserland stond niet meer in de finale van het festival sinds 2006. In Oslo trad von der Heide aan in de tweede halve finale, op 27 mei. Zwitserland was als vijfde van zeventien landen aan de beurt, na Denemarken en voor Zweden. Michael von der Heide werd op het podium ondersteund door drie achtergrondzangeressen, Amanda Nikolić, Freda Goodlett en Sybille Fässler, en door Pele Loriano, die zong en balalaika speelde. Bij het openen van de enveloppen bleek dat Michael von der Heide zich niet had weten te plaatsen voor de finale. Na afloop van het festival werd duidelijk dat Zwitserland zelfs troosteloos laatste was geworden in de tweede halve finale, met amper twee punten. Het was de zesde keer in de geschiedenis dat Zwitserland laatste eindigde.